# Kostel svatého Mikuláše (Němčice, okres Blansko)
Kostel svatého Mikuláše v Němčicích je římskokatolický kostel zasvěcený sv. Mikuláši. Je filiálním kostelem farnosti Sloup v Moravském krasu. Od roku 1994 je chráněn jako kulturní památka.

## Historie

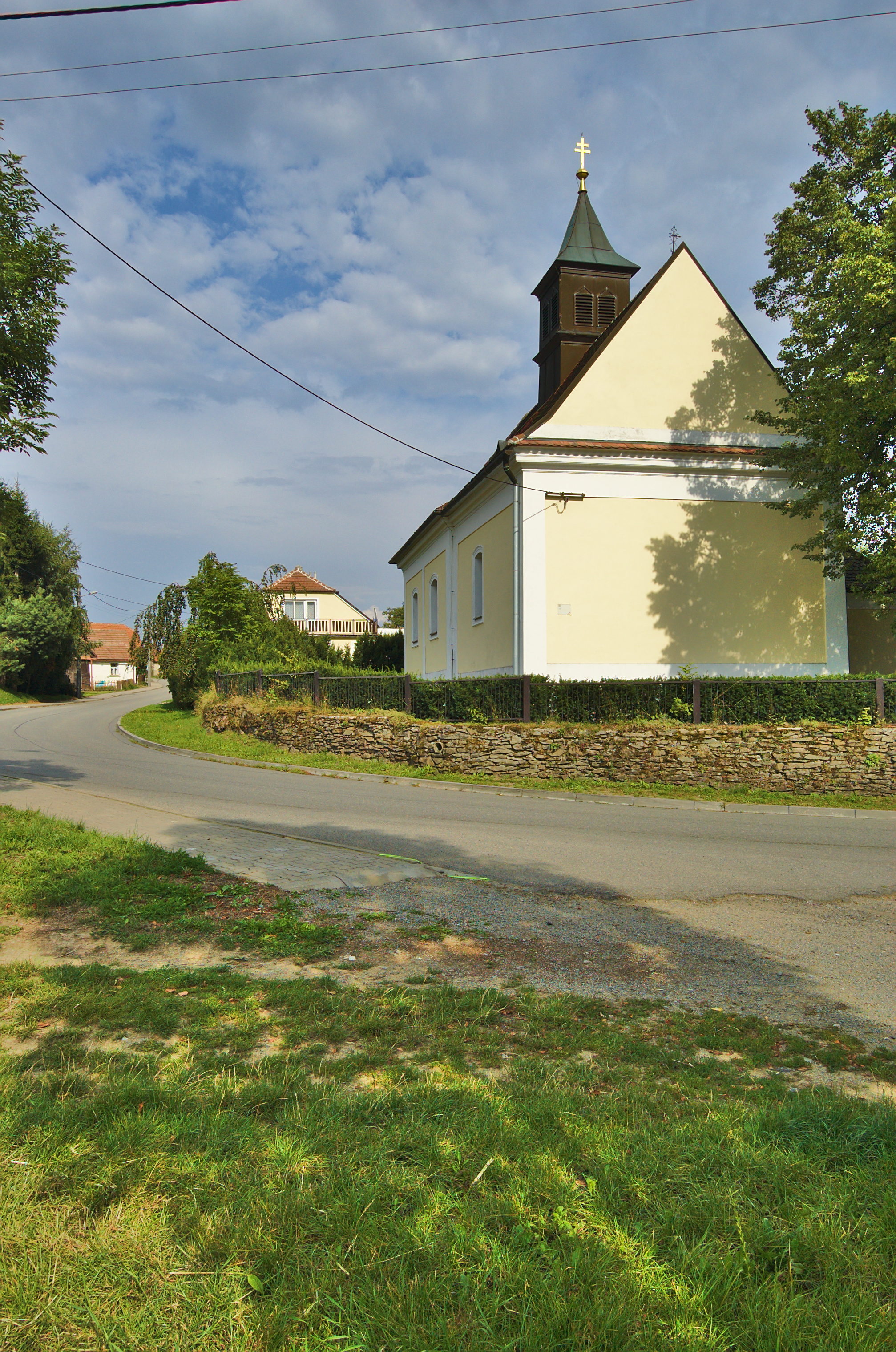
Pohled na kostel

První písemná zmínka o Němčicích je z roku 1358. Již v té době zde kostel prokazatelně stál. V druhé polovině 18. století byl původně gotický chrám přestavěn. Roku 1844 byla přistavěna západní část kostela a v ní bylo zřízeno kněžiště.

## Interiér
Ve věži jsou zavěšeny dva původní zvony. Jeden z roku 1519 a druhý z roku 1551. Roku 1996 byl umístěn do věže třetí zvon. Nad hlavním oltářem je zavěšen oltářní obraz sv. Mikuláše. Jedná se o kopii původního obrazu, poškozeného vlhkem. Kopii namaloval malíř Josef Václavovič roku 1965. V zadní části kostela se nachází kůr.

## Exteriér
Kostel je obklopen kamennou zdí. Před vstupem do chrámu stojí litinový kříž, dle letopočtu z roku 1891.